# Chlewo (Grabów nad Prosną)
Chlewo (deutsch Chlewo, 1939–1945 Kleefeld) ist eine Ortschaft mit einem Schulzenamt der Landgemeinde Grabów nad Prosną im Powiat Ostrzeszowski der Woiwodschaft Großpolen in Polen.

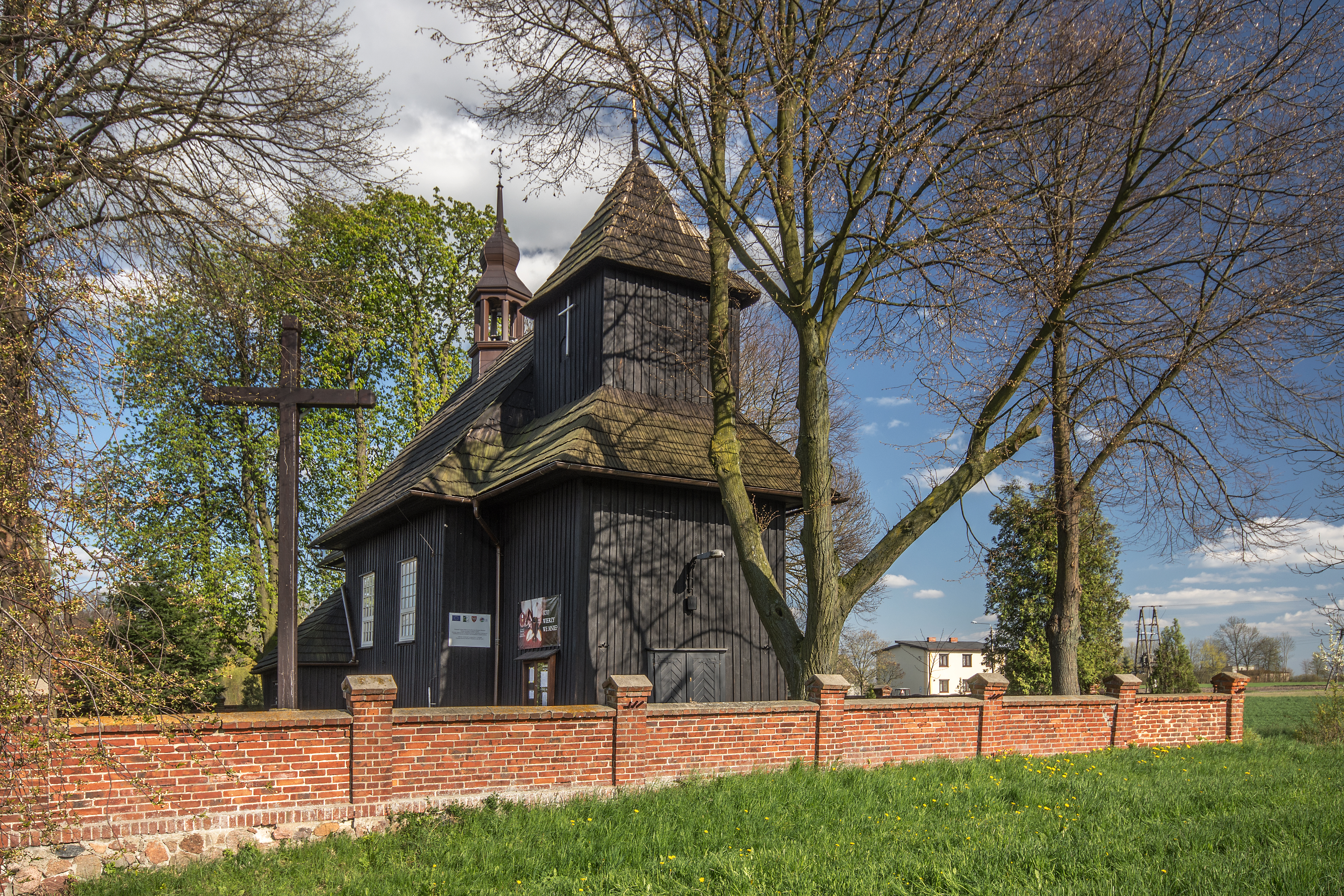
Holzkirche

## Geschichte
Anfänglich gehörte das Gebiet um Ostrzeszów und Kępno politisch zu Schlesien, wurde aber am wahrscheinlichsten um das Jahr 1146 zum Teil Großpolens. Aus dieser Zeit rührte die bis 1821 bestehende Zugehörigkeit zum Bistum Breslau.
Erstmals erwähnt wurde Chlewo im Jahr 1266, als das Dorf dem Breslauer Bischof den Zehnt zahlte. Der Ort wurde dann um 1305 im Liber fundationis episcopatus Vratislaviensis (Zehntregister des Bistums Breslau) als Chkewo aufgelistet. Der Ortsname ist vom Appellativ chlew (Koben) abgeleitet.
1401 wurde das Gebiet von Ostrzeszów vom polnischen König dauerhaft an das Weluner Land angeschlossen. Ungefähr ab dem Jahr 1420 gehörte es der Woiwodschaft Sieradz.
Im Zuge der Zweiten Polnischen Teilung kam der Ort 1793 an Preußen. Nach dem Ende des Ersten Weltkriegs kam Chlewo zur polnischen Woiwodschaft Posen. Beim Überfall auf Polen 1939 wurde das Gebiet von den Deutschen besetzt und dem Landkreis Kempen im Reichsgau Wartheland zugeordnet.
Von 1975 bis 1998 gehörte Chlewo zur Woiwodschaft Kalisz.

## Söhne und Töchter der Stadt
- Valerie Hodann (1866–nach 1939), Schriftstellerin